# 1582
1582 (MDLXXXII) byl rok zahrnující přechod od juliánského kalendáře k gregoriánskému kalendáři, čehož výsledkem bylo, že tento rok měl pouhých 355 dní. Tento rok dle juliánského kalendáře započal pondělím a pokračoval normálně až do čtvrtka 4. října, další den byl v katolických zemích (Itálie, Polsko, Portugalsko a Španělsko) ovšem pátek 15. října. Další země pokračovaly v používání juliánského kalendáře a přechod na gregoriánský kalendář uskutečnily později.

## Události
- 24. února – papež Řehoř XIII. vyhlásil bulou Inter gravissimas reformu kalendáře.
- 4. října (čtvrtek) je poslední den juliánského kalendáře v Itálii, Španělsku, Polsku a Portugalsku. Druhý den tam byl pátek 15. října (o 10 dnů více)
- 9. prosince zavádí gregoriánský kalendář také Francie, Nizozemsko a Lucembursko – následuje tam 20. prosinec.
- V Kralicích vyšel třetí díl šestisvazkové Bible kralické.
- mor v českých zemích
- Švédsko dobylo Estonsko
- Purkmistrovi města Třebíče bylo uděleno právo pečetit červeným pečetním voskem.
- Německý lékař L. Rauwolf přinesl první zkušenosti s kávou z Orientu do Evropy.
- Založen trutnovský pivovar Krakonoš.

### Probíhající události
- 1558–1583 – Livonská válka
- 1562–1598 – Hugenotské války
- 1568–1648 – Osmdesátiletá válka
- 1568–1648 – Nizozemská revoluce

## Narození
Česko
- 6. ledna – Jaroslav Bořita z Martinic, královský místodržící v Čechách († 21. listopadu 1649)
- 1. prosince – Lucie Otýlie z Hradce, česká šlechtična († 11. ledna 1633)
- ? – Jan Kašpar Stredele z Montani a Bergenu, světící biskup pasovský a olomoucký († 28. prosince 1642)

Svět
- 7. ledna – Magdalena Braniborská, hesensko-darmstadtská lankraběnka († 4. května 1616)
- 5. května – Jan Fridrich Württemberský, vévoda württemberský († 18. července 1628)
- 28. srpna – Tchaj-čchang, mingský císař († 1620)
- 25. září – Eleonora Habsburská, rakouská arcivévodkyně († 28. ledna 1620)
- 2. října – August Falcko-Sulzbašský, německý hrabě († 14. srpna 1632)
- 29. října – Carevič Dimitrij, syn cara Ivana Hrozného († 1591)
- 1. prosince – Lucie Otýlie z Hradce, česká šlechtična († 1633)
- ? – Sigismondo d’India, italský hudební skladatel († 1629)
- ? – Štefan Pongrác, košický mučedník, světec († 7. září 1619)
- ? – Ťi Čcheng, čínský zahradní architekt († 1642)

## Úmrtí
Česko
- 15. září – Jindřich Dvorský z Helfenburka, rektor Univerzity Karlovy (* 2. března 1505)
- 20. října – Vratislav II. z Pernštejna, český šlechtic, diplomat a nejvyšší kancléř českého království (* 9. července 1530)

Svět
- 3. dubna – Kacujori Takeda, japonský vládce (* 1546)
- 30. května – Lukáš Kirby, anglický katolický duchovní, světec (* ? 1549)
- 21. června – Nobunaga Oda, japonský daimjó, reformátor, vojevůdce a jedna ze tří významných postav formujících politické členění Japonského císařství v období Sengoku (* 23. června 1534)
- 2. července – Micuhide Akeči, japonský válečník (* 1528)
- 4. října – Terezie od Ježíše, španělská mystička, reformátorka karmelitánského řádu, učitelka církve a světice (* 28. března 1515)
- 21. listopadu – Diego Felix Habsburský, španělský následník, syn Filipa II. Španělského (* 15. srpna 1575)
- 11. prosince – Fernando Álvarez de Toledo, 3. vévoda z Alby, španělský generál a nizozemský guvernér (* 29. října 1507)
- ? – Juan de Ladrilleros, španělský mořeplavec (* 1495)
- ? – Čang Ťü-čeng, úředník za vlády mingských císařů Lung-čchinga a Wan-liho (* 1525)
- ? – William Bourne, anglický matematik (* 1535)

## Hlavy států
- České království – Rudolf II.
- Svatá říše římská – Rudolf II.
- Papež – Řehoř XIII.
- Anglické království – Alžběta I.
- Francouzské království – Jindřich III.
- Polské království – Štěpán Báthory
- Uherské království – Rudolf II.
- Osmanská říše – Murad III.
- Perská říše – Muhammad Chodábende